# Con amore
Con amore is een Italiaanse muziekterm die aangeeft dat een stuk of passage uitgevoerd dient te worden op een lieflijke/liefdevolle manier. De term wordt naar het Nederlands vertaald als met liefde. Deze aanwijzing heeft slechts invloed op het karakter van de voordracht van een stuk, en niet op het te spelen tempo. Echter kan de term wel gekoppeld worden aan een tempo-aanduiding, zoals moderato con amore. 
Con Amore is de naam van verschillende amateurkoren en -muziekverenigingen, die met deze benaming vaak willen aangeven dat de liefhebberij voorop staat. Een voorbeeld hiervan is een oratoriumkoor in Leiden, opgericht in 1912.